# Liste der Hochhäuser in Nashville

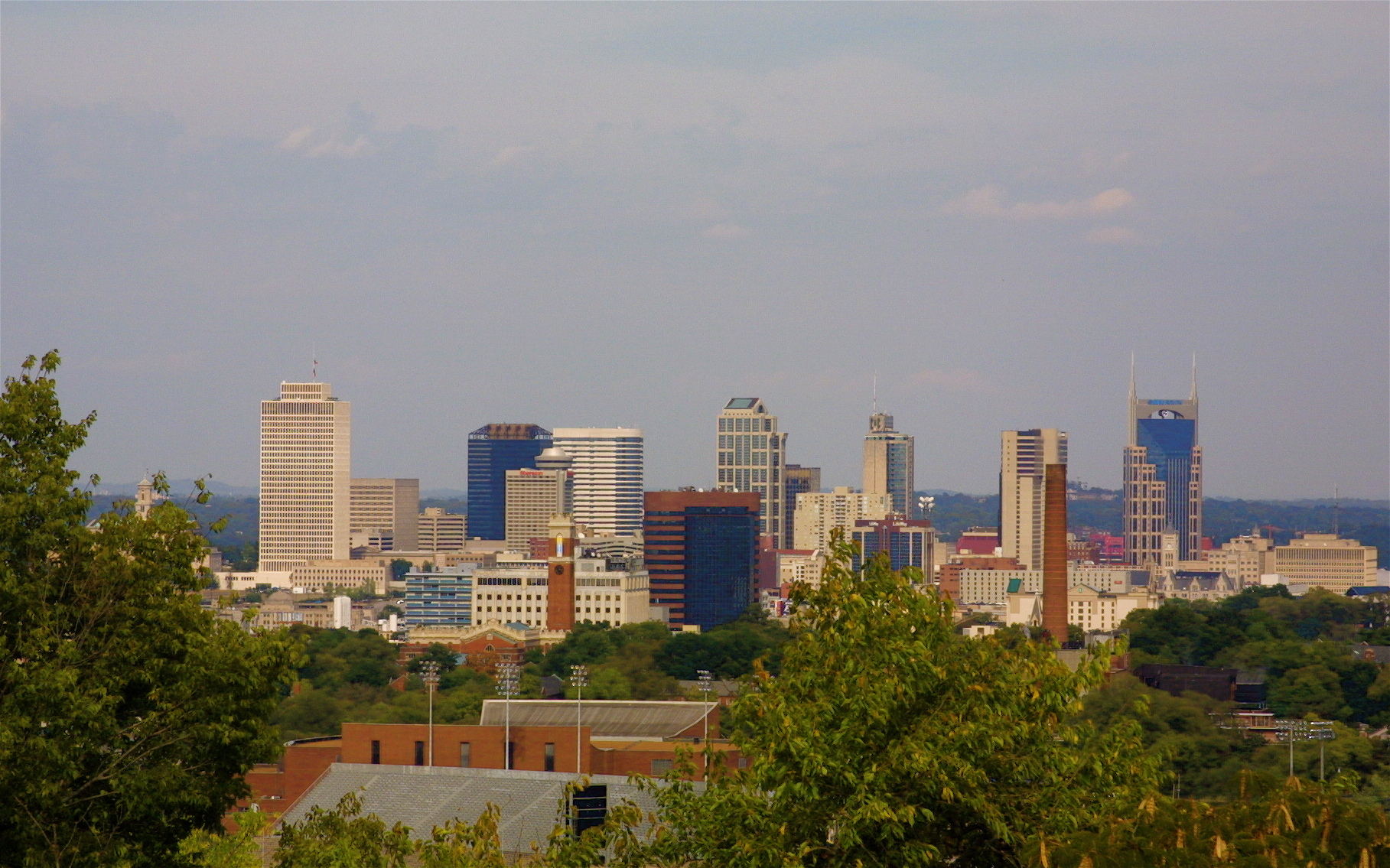
Skyline von Nashville

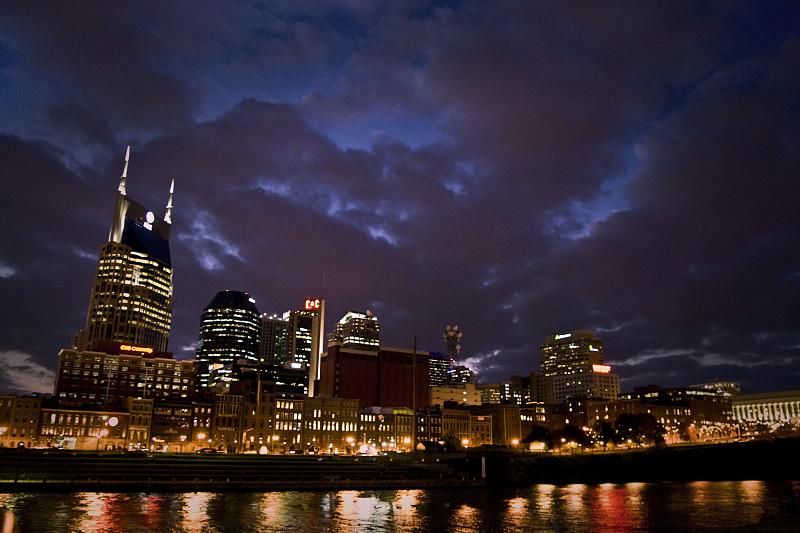
Die Skyline von Nashville bei Nacht

Hier sind alle Wolkenkratzer in Nashville ab einer Höhe von 100 Metern aufgelistet. Das höchste Gebäude in Nashville ist seit 1994 das AT&T Building mit einer Höhe von 188 Metern. Auf Rang drei befindet sich das Fifth Third Center mit einer Höhe von 149 Metern.

## Liste der höchsten Gebäude in Nashville
Tabellarische Auflistung der Wolkenkratzer in Nashville ab 100 Metern Höhe (Erbaut)
| Nr. | Gebäude                              | Höhe     | Etagen | Baujahr | Status    | Nutzung             |
| --- | ------------------------------------ | -------- | ------ | ------- | --------- | ------------------- |
| 1   | AT&T Building                        | 188 m    | 33     | 1994    | Bestehend | Büro                |
| 2   | 505 (Nashville)                      | 159 m    | 46     | 2018    | Bestehend | Wohnungen           |
| 3   | Fifth Third Center                   | 149 m    | 31     | 1986    | Bestehend | Büro                |
| 4   | Bridgestone Tower                    | 140 m    | 30     | 2017    | Bestehend | Büro                |
| 5   | William R. Snodgrass Tennessee Tower | 138 m    | 31     | 1970    | Bestehend | Büro                |
| 6   | The Place at Fifth + Broadway        | 132 m    | 34     | 2019    | Bestehend | Wohnungen           |
| 7   | The Pinnacle at Symphony Place       | 127,10 m | 29     | 2010    | Bestehend | Büro / Einzelhandel |
| 8   | Life & Casualty Tower                | 125 m    | 30     | 1957    | Bestehend | Büro                |
| 9   | Nashville City Center                | 123 m    | 27     | 1988    | Bestehend | Büro                |
| 10  | James K. Polk State Office Building  | 119 m    | 24     | 1981    | Bestehend | Büro                |
| 11  | JW Marriot Nashville                 | 118 m    | 34     | 2018    | Bestehend | Hotel               |
| 12  | Renaissance Nashville Hotel          | 117 m    | 31     | 1987    | Bestehend | Hotel               |
| 13  | Viridian Tower                       | 115 m    | 31     | 2006    | Bestehend | Wohnungen           |
| 14  | One Nashville Place                  | 109 m    | 25     | 1985    | Bestehend | Büro                |
| 15  | UBS Tower                            | 108 m    | 28     | 1974    | Bestehend | Büro                |
| 16  | The SoBro                            | 105 m    | 33     | 2016    | Bestehend | Wohnungen           |
| 17  | 1200 Broadway                        | 105      | 27     | 2019    | Bestehend | Wohnungen           |
| 18  | Amazon Tower 1                       | 105      | 21     | 2020    | Bestehend | Büro                |
| 19  | Westin Hotel                         | 103      | 27     | 2016    | Bestehend | Hotel               |
| 20  | 501 Commerce                         | 101      | 26     | 2020    | Bestehend | Büro                |

## Galerie

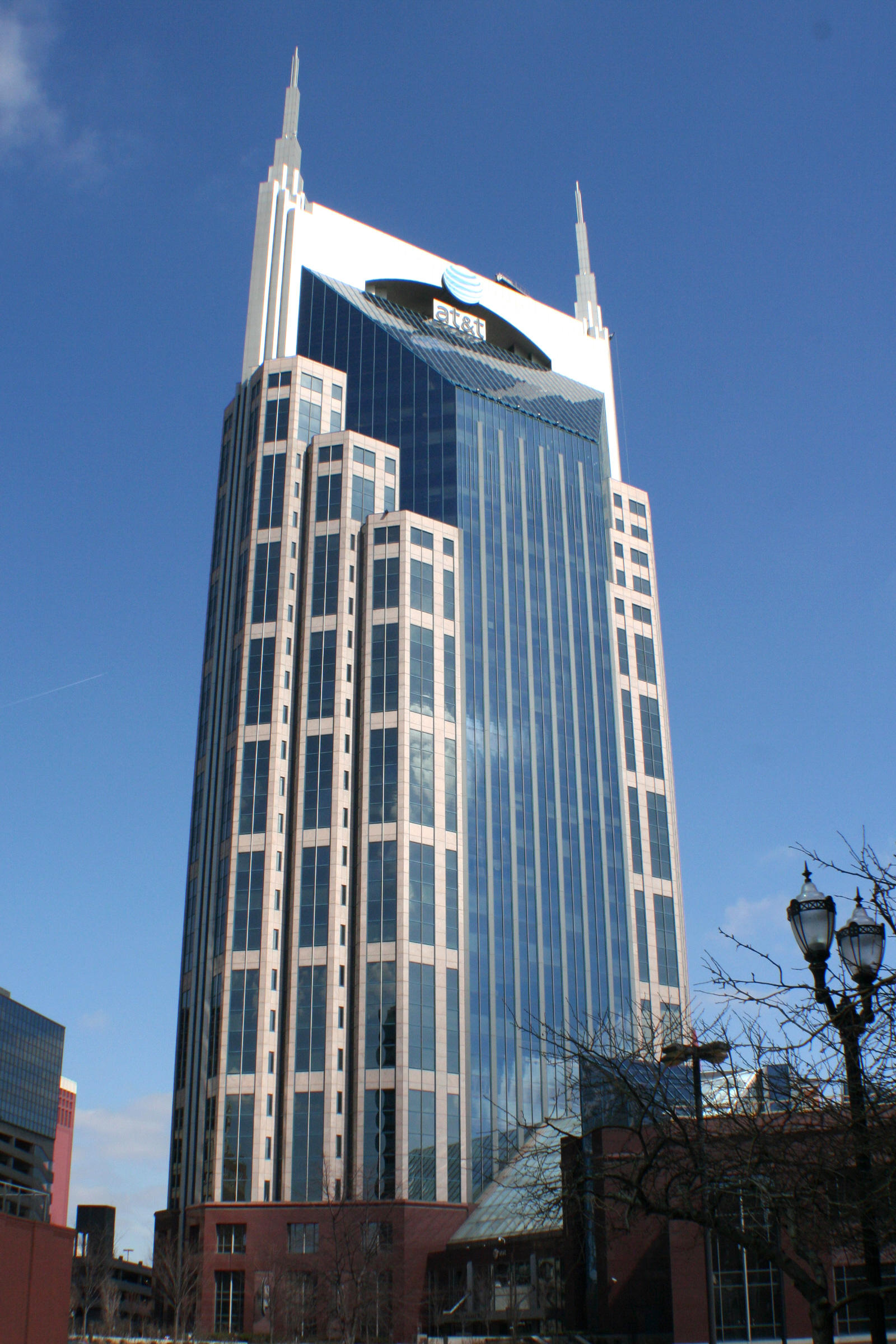
AT&T Building, das höchste Gebäude in Nashville
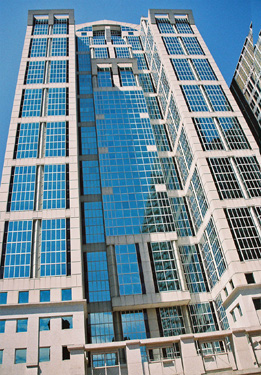
Fifth Third Center ist das dritthöchste
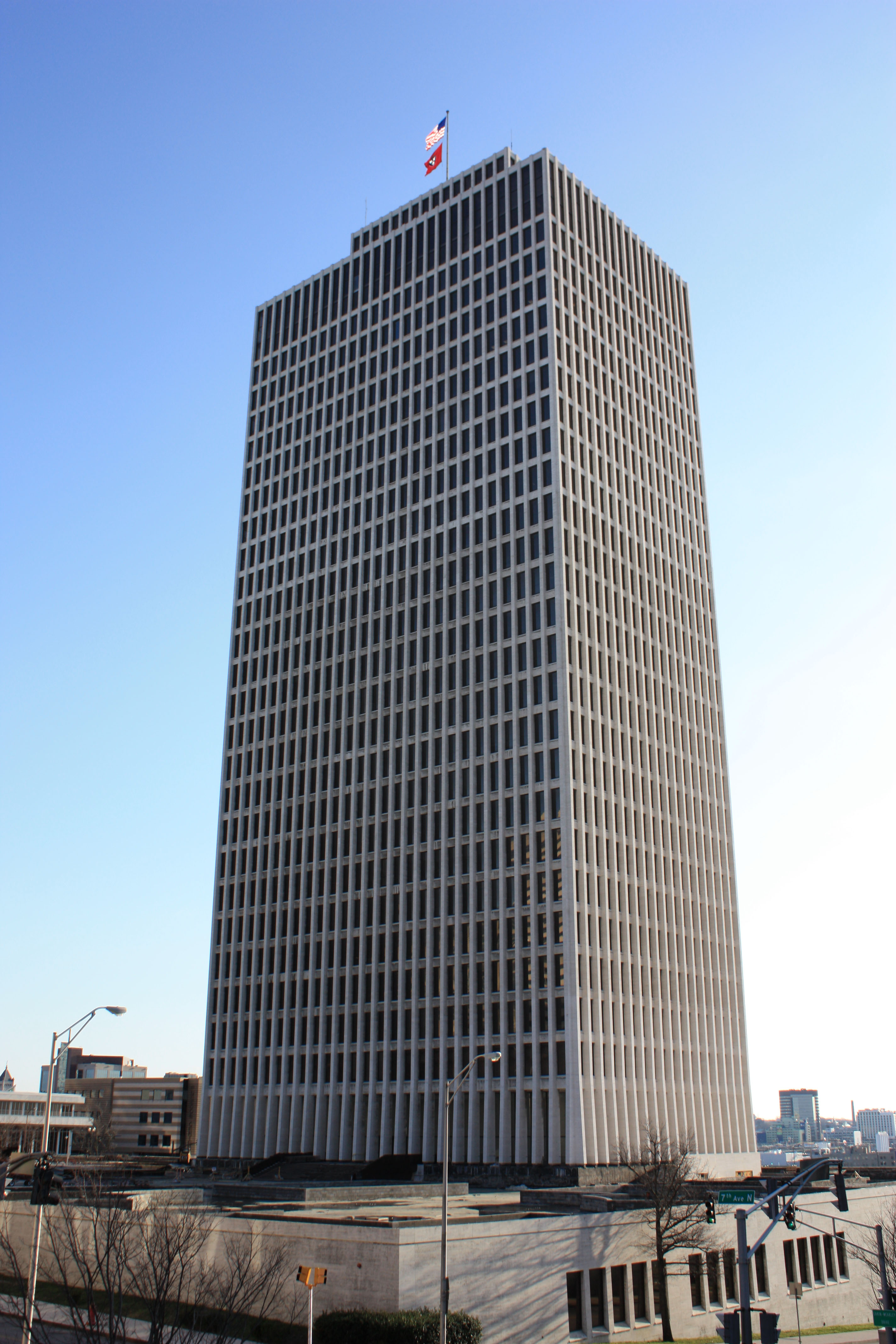
Die Nummer fünf: William R. Snodgrass Tennessee Tower
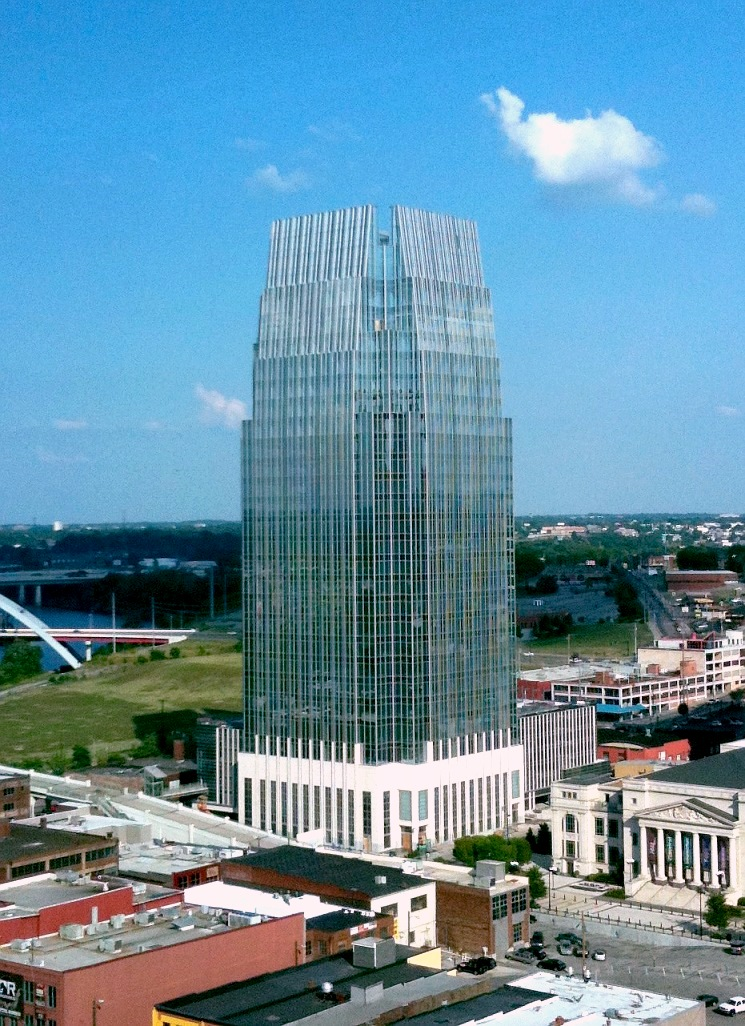
The Pinnacle at Symphony Place befindet sich auf Rang 7
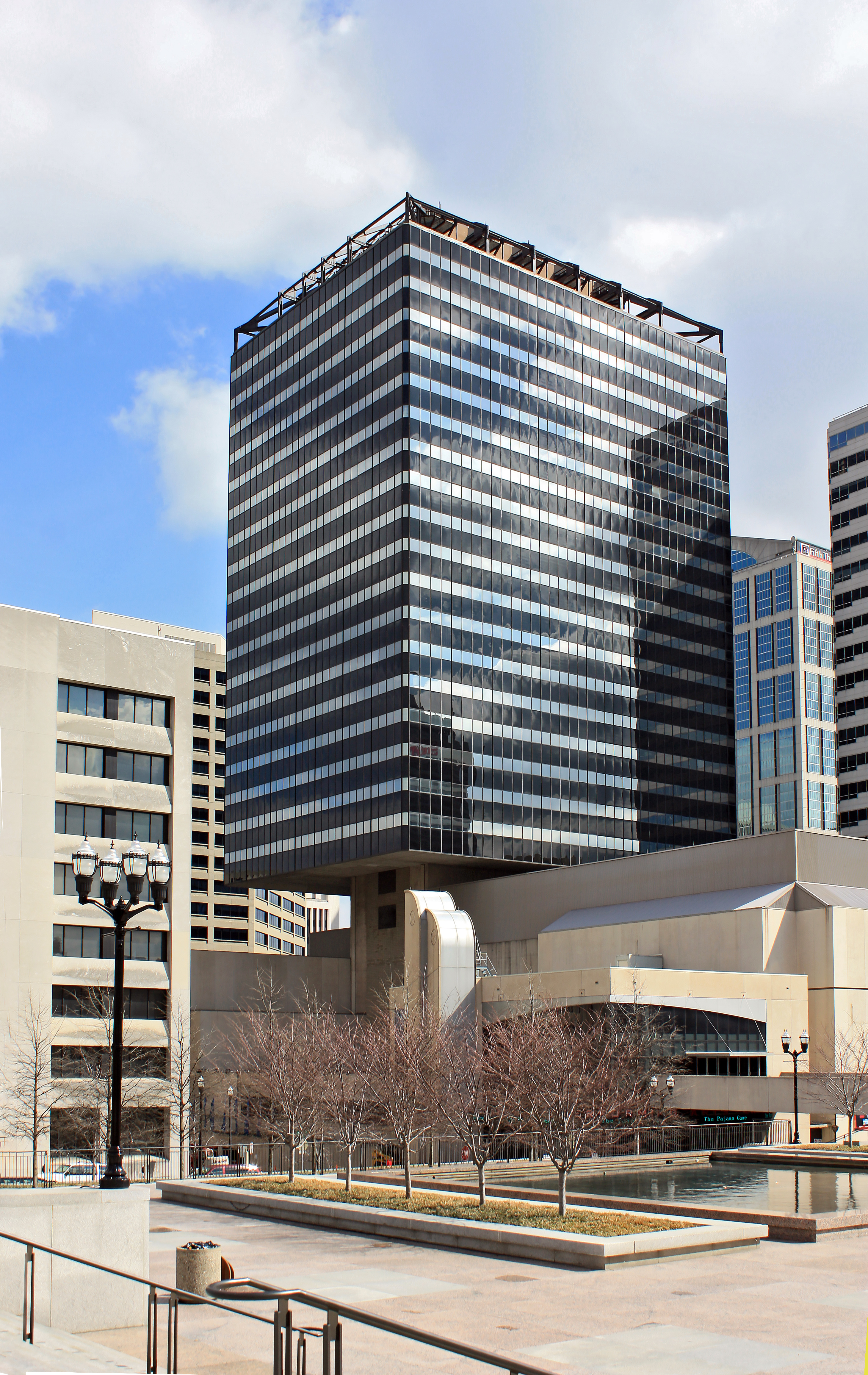
Platz 10:  James K. Polk State Office Building